# Peyzac-le-Moustier
Peyzac-le-Moustier település Franciaországban, Dordogne megyében. Lakosainak száma 198 fő (2022. január 1.). Peyzac-le-Moustier Saint-Léon-sur-Vézère, Les Eyzies, Marquay, Tamniès, Sergeac, Fleurac és Tursac községekkel határos.

## Népesség
A település népességének változása:
| Lakosok száma | 157  | 112  | 117  | 139  | 187  | 179  | 174  | 187  | 194  | 198  |
|               | 1968 | 1982 | 1990 | 2006 | 2013 | 2015 | 2017 | 2019 | 2020 | 2022 |